# 馬爾加馬爾加省

馬爾加馬爾加省是智利的54個省份之一，位於該國中部，由瓦爾帕萊索大區負責管轄，首府設於基爾普埃，面積1,159平方公里，2002年人口277,525，人口密度每平方公里239.5人。

## 外部連結
- Official link （页面存档备份，存于）